# Brestbosch
Het Brestbosch is een natuurgebied ten westen van Boxmeer. Het is in bezit van de Stichting Brabants Landschap en heeft een oppervlakte van 163 ha. Ongeveer 50 ha is beplant met zomereik en 10 ha met grove den. De dennenaanplant dateert van de jaren 30 van de 20e eeuw.
Oorspronkelijk was dit een heide- en veengebied, maar in de loop van de 19e eeuw is dit ontgonnen, waarbij het werd omgezet in een aanplant van eikenhakhout. Voor de afvoer van het hakhout werden lange, rechte lanen aangelegd. Naast hakhout was het bos ook een leverancier van eikenschors voor run, dat werd gebruikt in leerlooierijen.
De hakhoutaanplantingen werden afgewisseld met stukken landbouwgrond. Ook zijn er nog enkele heiderestanten aan te treffen. Omstreeks 1875 stortte de markt voor hakhout als brandstof in, omdat het vervangen werd door steenkool.
Tegenwoordig zijn de hakhoutstobben doorgeschoten. De Oeffeltse Raam en de Oploose Molenbeek stromen door en langs het gebied.
Kenmerkende plantensoorten zijn blauw glidkruid en koningsvaren. Een merkwaardige broedvogel is de houtsnip. Van de vlinders kunnen de bruine eikenpage en kleine ijsvogelvlinder worden genoemd. Er bevinden zich burchten van de das in het gebied. Deze foerageert in de weilandjes en zoekt daar onder meer naar regenwormen.
In 1993 zijn houtsingels aangelegd, en er zijn ook enkele poelen gegraven, waarin onder meer de kamsalamander huist.
Het gebied is deels van het achterland afgesneden door de aanleg van de Rijksweg 73 die er rakelings langs loopt en bovendien een stuk van het gebied heeft aangetast.